# Aeropuerto de Asahikawa
El Aeropuerto de Asahikawa (旭川空港 Asahikawa Kūkō?) (código IATA: AKJ - código ICAO: RJEC) es un aeropuerto regional con una pista en Hokkaidō, Japón, entre las ciudades de Asahikawa y Higashikagura.

## Historia
La planificación para la construcción del aeropuerto se produjo por primera vez a finales de los cincuenta. El lugar fue elegido en noviembre de 1960 y recibió la aprobación gubernamental en 1963. Japan Domestic Airlines fue la encargada de efectuar el primer vuelo regular a Asahikawa el 1 de julio de 1966, operando un NAMC YS-11 en la ruta al aeropuerto de Haneda con escala en el aeropuerto de Okadama. Este servicio regular fue operado de manera estacional (mayo a octubre) hasta 1970, cuando comenzaron los vuelos regulares durante todo el año a Tokio.
El aeropuerto fue cerrado para llevar a cabo trabajos de ampliación entre mayo de 1981 y febrero de 1982, durante este tiempo la pista principal fue ampliada tanto en longitud como en anchura, de 1200 x 30 m a 1640 m x 45 m. Una ampliación adicional hasta los 2000 m fue completada en noviembre de 1982. Tras estas ampliaciones, comenzaron los servicios de aviones a reacción en el aeropuerto, inicialmente con aviones DC-9 y MD-80 seguido de las aeronaves de doble pasillo tipo Airbus A300 que comenzaron en diciembre de 1983.
ANA operó el primer vuelo chárter internacional desde Asahikawa en 1987. Otra ampliación de pista, hasta los 2500 m, fue concluida en 1997, y se abrió una calle de rodaje paralela en 1998.
Hokkaido Air System operaba vuelos internos en la misma isla desde Asahikawa a Hakodate (1998 a 2013) y Kushiro (1998 a 2008).
En 2006 comenzaron los vuelos regulares internacionales con Seúl, utilizando las nuevas instalaciones internacionales de la terminal aeroportuaria. Asiana Airlines operaba esta ruta de manera intermitentes hasta 2011, cuando los vuelos internacionales a Asahikawa fueron suspendidos a raíz del terremoto y tsunami de Tohoku. Después de eso, TransAsia Airways efectuó vuelos con Taipéi desde 2012 a 2016, y EVA Air operó la misma ruta de 2013 a 2015. China Eastern Airlines empezó sus vuelos a Beijing y Shanghái en 2014, pero canceló la ruta con Beijing en 2016 y la ruta con Shanghái en 2017. Tigerair Taiwan sirvió la ruta con Taipéi desde 2018 a 2020, y Korean Air operó la ruta con Seúl en el verano de 2019 con cinco vuelos a la semana.
En 2016, concluyeron los planes de construcción de una nueva terminal internacional de 5700 m2 al sur de la terminal que había anteriormente, con el objetivo de alcanzar los 500000 pasajeros internacionales al año en 2030. La nueva terminal internacional fue inaugurada en noviembre de 2018. En enero de 2019 se inauguró una nueva sala internacional.
Los derechos de operación del aeropuerto de Asahikawa, junto con los de otros seis aeropuertos de Hokkaido, fueron adquiridos por Hokkaido Airports Co., Ltd. en enero de 2020. Más tarde, en ese mismo año, la pandemia de COVID-19 canceló todos los vuelos internacionales del aeropuerto y recortó el tráfico doméstico en un 82% a fecha de septiembre de 2020.

## Aerolíneas y destinos
| Aerolíneas         | Destinos                                  |
| ------------------ | ----------------------------------------- |
| Air Do             | Tokio–Haneda                              |
| All Nippon Airways | Estacional: Nagoya–Centrair, Tokio–Haneda |
| Asiana Airlines    | Seúl–Incheon                              |
| Japan Airlines     | Tokio–Haneda Estacional: Osaka–Itami      |
| Jetstar Japan      | Tokio–Narita                              |
| Juneyao Air        | Shanghai–Pudong                           |
| Tigerair Taiwan    | Taipéi–Taoyuan                            |
| T'way Air          | Cheongju                                  |

## Acceso
El aeropuerto de Asahikawa es accesible en bus desde la estación de Asahikawa, el zoo de Asahiyama y la estación de Furano. Desde la estación de Asahikawa se encuentra a unos 15 km (35 minutos en bus) mientras que la estación de Furano se encuentra a 40 km (1 hora en bus).